# Hele-toonstoonladder

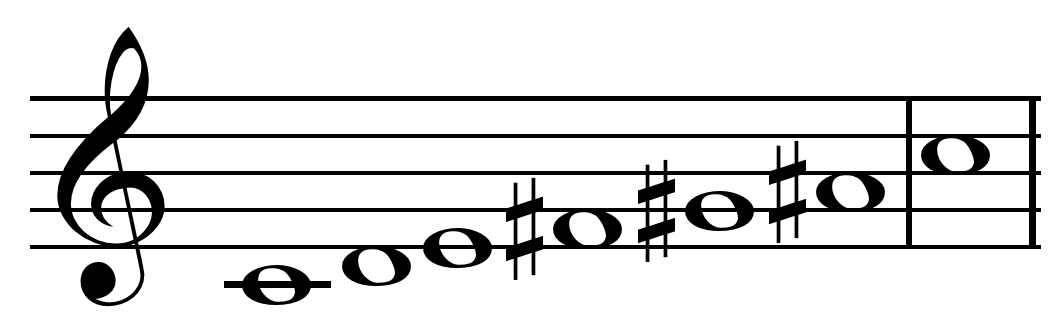
Heletoonsladder in C

De hele-toonstoonladder, of anhemitonisch hexatonische toonladder bestaat uit een reeks van 6 tonen waarbij alle toonafstanden gelijk zijn. De toonladder wordt ook weleens Debussy-toonladder genoemd, naar de componist Claude Debussy, die veelvuldig van de hele-toonstoonladder gebruikmaakte in zijn werken. 
In de gelijkzwevende temperatuur zijn er in principe maar twee hele-toonstoonladders, namelijk die waarin de toon C voorkomt en die met de toon Cis.
C - D - E - Fis - Gis - Ais
en
Cis - Dis - F - G - A - B
Het bijzondere aan de hele-toonstoonladder is dat er geen leidtoon is (een toonafstand van een halve toon naar boven tot de grondtoon) en als gevolg van de gelijke toonafstanden geen van de tonen de functie van grondtoon vervult. Daardoor is de ladder die met C begint, gelijkwaardig met een ladder die met een van de andere tonen uit die ladder begint.